# Таджицький державний медичний університет імені Абу Алі ібн Сіни
Таджицький державний медичний університет імені Абу Алі ібн Сіни (тадж. Донишгохи давлатии тиббии Тоҷикистон ба номи Абуали ибни Сино) — державний медичний університет, вищий навчальний заклад у столиці Таджикистану місті Душанбе, що носить ім'я видатного східного лікаря доби Середньовіччя Авіценни (Абу-Алі ібн Сіни); провідний виш цієї спеціалізації країни та Середньої Азії.
Чинний ректор вишу (від 2016 року) — д.м.н. М.К.Гулов (Гулзода).

## З історії та сьогодення університету
Вищий медичний навчальний заклад — медінститут у Душанбе був створений у 1939 році. Спершу він мав був відкритися у 1933 році, але через брак необхідних фахівців і матеріально-технічної бази в 1935 році інститут був закритий, а студентів перевели у медичні виші Самарканда й Ташкента.
11 грудня 1938 року Рада Народних Комісарів СРСР ухвалила рішення знову відкрити медичний інститут у Душанбе, що того ж (1938) року мав розпочати свою діяльність. Перший набір студентів (130 осіб) після відновлення роботи інститут прийняв у 1939 році. На той час навчальний заклад мав лише 6 кафедр. Першим директором інституту був Краус Адольф Андрійович (1939—42).
У 1971 році Таджицькому держмедінституту було присвоєно першу категорію.
Від 1993 року медичний інститут у Душанбе дістав статус університету.
Станом на середину 2000-х років у Таджицькому державному медичному університеті імені Абу Алі ібн Сіни навчалось близько 4 500 студентів, а викладацький корпус становив близько 700 осіб.

## Структура університету
У Таджицькому державному медичному університеті функціонують 4 факультети і 67 кафедр:
- факультет загальної медицини;
- стоматологічний факультет;
- фармацевтичний факультет;
- факультет охорони громадського здоров'я.